# 高塔露齿螺
高塔露齿螺（学名：Ringicula teramachii）为露齿螺科露齿螺属的动物。分布于日本，包括东海、南海海域等海域，属于暖水性种类。其常生活于潮下带水深88-136m 细砂质底。